# Numan Açar
Numan Açar (Kozoglu, Gümüşhane tartomány, 1974. október 7.–) török származású német színész.

## Élete és pályafutása
1974-ben született Kozogluban, egy kis faluban Törökországban; a közeli Erzincan városában élt 1982-ig, amikor is családja Németországba emigrált. Építőmérnöki diplomát szerzett, majd a színészetre helyezte a hangsúlyt. Török és német filmekben is szerepelt, majd 2007-ben elindította az Acar Entertainmentet, ahol német-török filmeket készített. 
Első amerikai szerepét 2014-ben játszotta  a Homeland – A belső ellenség negyedik évadában. 2020-ban újra eljátszotta a szerepet a Homeland – A belső ellenség nyolcadik, egyben utolsó évadában. 2019-ben szerepelt a Pókember: Idegenben című filmben. A Berlinben élő Acar több nyelvet is folyékonyan beszél, beleértve a németet, a törököt, a spanyolt és az angolt, és megérti a kurd, az azerbajdzsáni és qz arab nyelveket.

## Filmográfia

### Filmek
| Év   | Magyar cím           | Eredeti cím                                 | Szerep              | Magyar hang     |
| ---- | -------------------- | ------------------------------------------- | ------------------- | --------------- |
| 2013 |                      | Angelina                                    | Murat               |                 |
| 2013 |                      | Linie X                                     | török               |                 |
| 2004 | Kebab kapcsolat      | Kebab Connection                            | Schwertkämpfer      |                 |
| 2004 |                      | Riechen                                     | Mann                |                 |
| 2005 |                      | Max und Moritz Reloaded                     | Tad                 |                 |
| 2006 | Hacivat és Karagöz   | Hacivat Karagöz Neden Öldürüldü?            | Trasci Ali          |                 |
| 2006 |                      | Lieben                                      | Hakan               |                 |
| 2006 | Álom a Paradicsomból | Cenneti Beklerken                           | Mustafa             |                 |
| 2006 |                      | Eve Giden Yol 1914                          | Vartolu Settar      |                 |
| 2007 |                      | Mülteci                                     | Azad                |                 |
| 2008 |                      | Lauf um Dein Leben – Vom Junkie zum Ironman | Salih               |                 |
| 2008 |                      | Pure Random                                 | áldozat             |                 |
| 2008 |                      | Last Look                                   | operátor            |                 |
| 2009 |                      | Fire!                                       | Rashid              |                 |
| 2009 |                      | The Basement                                | Terek               |                 |
| 2010 |                      | Zeiten ändern dich                          | Jussuf              |                 |
| 2010 |                      | Takiye: Allah yolunda                       | Mesut               |                 |
| 2010 |                      | Die kommenden Tage                          | nagykövet           |                 |
| 2011 |                      | Kokowääh                                    | Arbeiter Gewerbehof |                 |
| 2011 |                      | Labirent                                    | Bk44                |                 |
| 2012 |                      | Berlin Kaplani                              | Hodcha              |                 |
| 2012 | Őrangyal             | Schutzengel                                 | Török TV riporter   | Nagypál Gábor   |
| 2013 |                      | The Berlin File                             | Abdul               |                 |
| 2013 |                      | The Immortalizer                            | Hassan              |                 |
| 2014 |                      | Vergrabene Stimmen                          | Kaan                |                 |
| 2014 |                      | Flying Home                                 | Karadeniz           |                 |
| 2014 |                      | Rosewater                                   | Rahim               |                 |
| 2014 |                      | The Cut                                     | Alpasan             |                 |
| 2015 | Holtpont             | Point Break                                 | török portás        |                 |
| 2016 |                      | Ali and Nino                                | Seyid Mustafa       |                 |
| 2016 | Az ígéret            | The Promise                                 | Mustafa             | Hannus Zoltán   |
| 2016 | A Nagy Fal           | The Great Wall                              | Najid               |                 |
| 2016 |                      | Sister Moon                                 | tűz farkas          |                 |
| 2017 | Sötétben             | Aus dem Nichts                              | Nuri Sekerci        | Dolmány Attila  |
| 2018 | 12 katona            | 12 Strong                                   | Mullah Razzan       | Varga Tamás     |
| 2019 | Pókember: Idegenben  | Spider-Man: Far From Home                   | Dimitri Smerdyakov  | Törköly Levente |
| 2019 | Aladdin              | Aladdin                                     | Hakim               | Végh Péter      |

### Televíziós szerepek
| Év         | Magyar cím                    | Eredeti cím                                            | Szerep               | Megjegyzések   |
| ---------- | ----------------------------- | ------------------------------------------------------ | -------------------- | -------------- |
| 2003       |                               | Nach so vielen Jahren                                  | színpadi munkás      | tévéfilm       |
| 2003       |                               | Mit einem Rutsch ins Glück                             | tangó tanár          | tévéfilm       |
| 2005       |                               | Die Gerichtsmedizinerin                                | Metzger              | 1 epizód       |
| 2006       | Alpesi nyomozók               | SOKO Kitzbühel                                         | Bollywoodi filmsztár | 1 epizód       |
| 2006       |                               | Freunde für immer – Das Leben ist rund                 | indiai taxis         | 1 epizód       |
| 2007       |                               | Dr. Psycho – Die Bösen, die Bullen, meine Frau und ich | Jugo                 | 2 epizód       |
| 2007       |                               | Cok Özel Tim                                           | Mahir                | 1 epizód       |
| 2007       |                               | Menekşe ile Halil                                      | Mehmet               | 1 epizód       |
| 2008       | A Biblia-kód                  | Der Bibelcode                                          | Victor               | tévéfilm       |
| 2008       | Cobra 11                      | Alarm für Cobra 11 – Die Autobahnpolizei               | Hassan               | 1 epizód       |
| 2009       |                               | Lasko – Die Faust Gottes                               | Jamal herceg         | 1 epizód       |
| 2011       | Gyilkossági helyszín          | Mordkommission Istanbul                                | Cemil                | 1 epizód       |
| 2011       | Ügynök a háznál               | Nina Undercover – Agentin mit Kids                     | Jussuf               | tévéfilm       |
| 2011       |                               | Nina sieht es ...!!!                                   | Santini              | tévéfilm       |
| 2011       |                               | Männer ticken, Frauen anders                           | Recepciós            | tévéfilm       |
| 2012       |                               | SOKO Köln                                              | Darko                | 1 epizód       |
| 2012       |                               | Blutadler                                              | Mamoot               | tévéfilm       |
| 2013       |                               | Achtung Polizei!                                       | Taifun               | tévéfilm       |
| 2014, 2020 | Homeland – A belső ellenség   | Homeland                                               | Haissam Haqqani      | mellékszereplő |
| 2015       | Crossing Lines – Határtalanul | Crossing Lines                                         | Borz Dudayev         | 1 epizód       |
| 2017       | A szökés                      | Prison Break                                           | Abu Ramal            | 3 epizód       |
| 2018       |                               | Jack Ryan                                              | Tony                 | 1 epizód       |

## Fordítás
- Ez a szócikk részben vagy egészben  a   Numan Acar című német Wikipédia-szócikk fordításán alapul.  Az eredeti cikk szerkesztőit annak laptörténete sorolja fel. Ez a jelzés csupán a megfogalmazás eredetét és a szerzői jogokat jelzi, nem szolgál a cikkben szereplő információk forrásmegjelöléseként.